# BCM Europearms Hunter Match
Il BCM Europearms HUNTER MATCH è un fucile di precisione/competizione per la categoria Caccia. È una carabina costruita dalla ditta italiana BCM Europearms.
L'HUNTER MATCH è dotato di un'azione in Ergal 7075 T6 e sul cielo dell'azione viene montata una slitta Picatinny finita con anodizzazione dura a spessore 40 micron.
L'HUNTER MATCH ha la caratteristica di avere la meccanica anche speculare per i tiratori mancini, grazie ad una doppia camme di caricamento.
La calciatura è di progettazione e lavorazione della stessa BCM Europearms in legno multistrato e colorata finlandese C.W.P.